# Pogonomys fergussoniensis
Pogonomys fergussoniensis — це вид щурів з хвостатими хвостами з родини Muridae, ендемічний для Папуа-Нової Гвінеї. Колись її вважали підвидом Pogonomys loriae. Вирубка лісів становить загрозу для цього виду, але є підозра, що вид має певну толерантність до порушення свого середовища проживання.

## Морфологічна характеристика
Гризун середнього розміру, довжина голови і тіла 167 мм, довжина хвоста 249 мм, довжина лапи 29 мм і довжина вух 15 мм. Верхні частини тіла мають колір іржі. вуха чорно-бурі. Черевні частини жовтувато-білі. Руки і ноги жовтуваті. Хвіст значно довший за голову й тулуб, рівномірно чорнувато-бурий із деякими світлими плямами.

## Поведінка
Це деревний вид.

## Загрози й охорона
Серйозною проблемою для цього виду є вирубка лісу. Острови перетворюються на пасовища (можливо, повністю) завдяки натуральному господарству. Невідомо, чи присутній цей вид на будь-якій охоронній території. Потрібні також подальші дослідження розподілу, чисельності, природної історії, статусу середовища проживання та загроз для цього виду.